# Eiland (Brugge)
Eiland is een straat in Brugge.

## Beschrijving
Dat deze kleine doodlopende straat 'Eiland' heet, spruit voort uit het feit dat er in de Middeleeuwen op die plek een klein eiland lag tussen het Capucijnenreitje, het Minnewater, de stadsgracht en het 'Speitje'. In 1300 kwam de naam al voor. Verder vermelden documenten:
- 1400: hofstede ende lande gheheeten 't Heylant, staende thenden der Weestmeersch

In de jaren 1800 heette de straat een tijdje Simeonstraat, maar die naam verdween weer.
Het Eiland vangt aan in de Oostmeers en loopt dood tegen het Capucijnenreitje. De Westmeers mondt er in uit.